# 1430
1430 (MCDXXX) a fost un an comun al calendarului iulian, care a început într-o zi de duminică.

## Nașteri
- Antonello da Messina, pictor italian (d. 1479)

## Decese
- 5 ianuarie: Philippa a Angliei, 35 ani, regină consort a Danemarcei, Suediei și Norvegiei (n. 1394)